# Walkmühle (Wilhermsdorf)
Walkmühle ist ein Wohnplatz des Marktes Wilhermsdorf im Landkreis Fürth (Mittelfranken, Bayern). Der Ort liegt in der Gemarkung Wilhermsdorf.

## Geographie
Die ehemalige Einöde ist mittlerweile als Haus Nr. 1 der Hubstraße aufgegangen. Sie liegt an der Zenn.

## Ortsname
Namensgebend ist die Rummelsmühle, eine Mahl- und Walkmühle, die seit 1723 besteht und inzwischen als Wohnhaus genutzt wird.

## Geschichte
Im Rahmen des Gemeindeedikts wurde die Walkmühle dem 1808 gebildeten Steuerdistrikt Wilhermsdorf und 1813 der Munizipalgemeinde Wilhermsdorf zugeordnet. Der Ort wurde nach 1952 in den amtlichen Ortsverzeichnissen nicht mehr als Gemeindeteil aufgelistet.

### Baudenkmäler
- Hubstraße 1: Wohn- und Mühlengebäude[5]
- Nähe Hubstraße: Scheune[5]

### Einwohnerentwicklung
| Jahr      | 001836 | 001840 | 001861 | 001871 | 001885 | 001900 | 001925 | 001950 |
| Einwohner | 4      | 4      | 7      | 6      | 6      | 4      | 6      | 9      |
| Häuser    | 1      | 1      |        |        | 1      | 1      | 1      | 1      |
| Quelle    | [ 7 ]  | [ 8 ]  | [ 9 ]  | [ 10 ] | [ 11 ] | [ 12 ] | [ 13 ] | [ 14 ] |

## Religion
Der Ort ist evangelisch-lutherisch geprägt und bis heute nach St. Martin und Maria (Wilhermsdorf) gepfarrt. Die Einwohner römisch-katholischer Konfession sind nach St. Michael (Wilhermsdorf) gepfarrt.